# Cayaponia botryocarpa
Cayaponia botryocarpa är en gurkväxtart som beskrevs av Charles Jeffrey. Cayaponia botryocarpa ingår i släktet Cayaponia och familjen gurkväxter. Inga underarter finns listade i Catalogue of Life.